# Panique chez les Crandell
Pour plus de détails, voir Fiche technique et Distribution.
Panique chez les Crandell ou Faut pas dire à maman que la gardienne mange les pissenlits par la racine au Québec (Don't Tell Mom the Babysitter's Dead) est une comédie américaine réalisée par Stephen Herek, sortie en 1991.

## Synopsis
Sue Ellen Crandell est une élève de 17 ans qui, par manque d'argent, ne peut pas aller passer l'été en Europe avec ses amies. Elle espère cependant passer un été tranquille avec ses frères et sœurs : Kenny le fumeur de joints, Melissa le garçon manqué, Zach le séducteur et Walter le téléphage, tandis que leur mère sera partie en Australie. Mais leur mère a engagé à leur insu Mme Sturak, une baby sitter âgée et humble qui assure être en mesure de s'occuper des cinq enfants, et qui s'avère, après le départ de Mme Crandell, être une surveillante tyrannique. Mais elle meurt peu après dans son sommeil. Au lieu d'avertir les autorités et leur mère, ce qui gâcherait les vacances, les enfants s'accordent pour mettre son corps dans une caisse qu'ils déposent devant un funérarium avec une note disant « Gentille vieille dame à l'intérieur, morte de causes naturelles ».
Mais les enfants ont également laissé dans la caisse l'argent destiné à les nourrir. N'ayant plus de quoi payer les factures, Sue Ellen va travailler au « Clown Dog », un fast food. Elle s'y lie d'amitié avec un livreur nommé Bryan, mais quitte son poste peu après, ne supportant plus son directeur. Elle crée un faux CV afin de postuler à une place de réceptionniste à la General Apparel West (GAW), une société qui fabrique et vend des costumes pour les institutions.
Impressionnée par son CV, Rose Lindsey l'engage aussitôt comme assistante, ce qui irrite Carolyn, une réceptionniste qui visait ce poste. Sue Ellen doit dès lors composer entre ses nouvelles responsabilités au sein de la société tout en continuant à mener sa vie d'adolescente. Cette double vie lui cause d'autant plus de soucis qu'elle découvre que Carolyn n'est autre que la sœur de Bryan.
Sue Ellen doit se surpasser lorsqu'elle apprend que GAW est au bord de la ruine. Elle prend l'initiative de créer une nouvelle ligne de vêtements qui enthousiasme Rose. Cette dernière lui demande alors d'organiser un défilé pour leurs clients. Ne pouvant piocher dans la caisse vide de GAW, Sue Ellen propose d'organiser une soirée chez elle, et convainc ses frères et sœurs de nettoyer la maison et d'officier comme serveurs. Le soir venu, tout se passe bien jusqu'à ce que Bryan débarque à l'improviste pour s'excuser d'avoir rompu avec Sue Ellen, suivi peu après de Mme Crandell elle-même, de retour d'Australie plus tôt que prévu. Sue Ellen n'a alors d'autre choix que de révéler la supercherie.
Une fois les clients partis, Sue Ellen s'excuse auprès de Rose, mais celle-ci lui apprend que ses idées ont quand même sauvé GAW, les clients étant plus intéressés par les produits eux-mêmes que par des histoires internes de personnel. Rose lui propose de reprendre son poste mais Sue Ellen décline, préférant finir d'abord ses études.
Sue Ellen et Bryan finissent par se réconcilier, avant d'être interrompus par Mme Crandell qui se demande où est passée la baby sitter.
Durant le générique de fin, une courte scène montre deux employés du cimetière, devant une tombe où est gravé « Gentille vieille dame à l'intérieur, morte de causes naturelles », reconnaissants envers la vieille inconnue pour tout l'argent qu'elle leur a « légué ».

## Fiche technique
- Titre original : Dont Tell Mom the Babysitters Dead
- Titre français : Panique chez les Crandell
- Titre québécois : Faut pas dire à maman que la gardienne mange les pissenlits par la racine
- Réalisation : Stephen Herek
- Scénario : Neil Landau et Tara Ison
- Décors : Stephen Marsh
- Costumes : Carol Ramsey
- Photographie : Tim Suhrstedt
- Montage : Larry Bock
- Musique : David Newman
- Production : Robert F. Newmyer (en), Julia Phillips, Brian Reilly et Jeffrey Silver
- Sociétés de production : Outlaw Productions ; HBO Pictures (coproduction)
- Société de distribution : Warner Bros.
- Format : couleur - 35 mm (Panavision) - 1,85:1 - son Dolby
- Genre : Comédie noire
- Durée : 102 minutes
- Dates de sortie :
  - États-Unis : 7 juin 1991
  - France : 22 juillet 1992

## Distribution
- Christina Applegate (VF : Virginie Ledieu ; VQ : Johanne Garneau) : Sue Ellen "Swell" Crandell
- Joanna Cassidy (VF : Évelyn Séléna ; VQ : Sophie Faucher) : Rose Lindsey
- John Getz (VF : Lionel Henry ; VQ : Benoit Rousseau) : Gus
- Josh Charles (VF : Érik Colin ; VQ : Daniel Lesourd) : Bryan
- Keith Coogan (VF : Thierry Wermuth ; VQ : Sébastien Dhavernas) : Kenny
- Concetta Tomei (VF : Perrette Pradier) : Mom
- David Duchovny (VF : Bernard Woringer ; VQ : Daniel Picard) : Bruce
- Kimmy Robertson (VF : Nathalie Régnier ; VQ : Hélène Mondoux) : Cathy
- Jayne Brook (VF : Michèle Buzynski ; VQ : Lisette Dufour) : Carolyn, la réceptionniste
- Eda Reiss Merin (VF : Janine Forney ; VQ : Béatrice Picard) : Mme Sturak, la baby sitter
- Robert Hy Gorman (VF : Boris Roatta) : Walter
- Danielle Harris (VF : Sauvane Delanoë ; VQ : Camille Cyr-Desmarais) : Melissa

- Christopher Pettiet : Zach
- Jeff Bollow (VF : Gilles Tamiz) : Mole
- Michael Kopelow (VF : Patrick Laplace) : Hellhound
- Sarah Buxton : Tess
- Laurie Morrison (VF : Dominique Chauby) : Katrina
- Deborah Tucker (VF : Vanina Pradier) : Nicole
- Sydney Lassick (VF : Bernard Woringer) : Franklin
- Marc Epstein (VF : Denis Laustriat) : le serveur, au déjeuner
- Jim Holmes : le serveur, au dîner
- Frank Dent (VF : Patrice Dozier) : Mr Egg
- Bryan Clark (VF : Bernard Tixier) : le Dr Permutter
- Randy Pelish (VF : Michel Vocoret) : le livreur
- Christopher Plummer : Howard
- Dan Castellaneta : la baby sitter animée (voix)

 Source et légende : version québécoise (VQ) sur Doublage.qc.ca

## Production

### Tournage
Le tournage a eu lieu du 7 mai au 16 juillet 1990 à Los Angeles et Santa Clarita en Californie[réf. nécessaire].

## Remake 2024
Un remake, Don't Tell Mom the Babysitter's Dead (en), sort le 12 avril 2024.